# ザ・ロネッツ
ザ・ロネッツ（The Ronettes）は、ニューヨーク出身の3人組女性歌手グループ。フィル・スペクターのプロデュースで1960年代前半のガールズ・ポップスを代表する活躍をした。
代表曲は、「ビー・マイ・ベイビー （邦題・あたしのベビー）」「ベイビー・アイ・ラブ・ユー」「恋の雨音」「(The Best Part of) Breakin' Up」など。
リードシンガーのロニー・スペクターは「ローリング・ストーンの選ぶ歴史上最も偉大な100人のシンガー」において第69位にランクインした。

## メンバー
- ロニー・スペクター（Ronnie Spector、別名ヴェロニカ・ベネット、Veronica Bennett、1943年8月10日 - 2022年1月12日） - リードシンガー。
- エステル・ベネット（Estelle Bennett）（1941年7月22日 - 2009年2月11日） - ヴェロニカの姉。

ベネット姉妹の母親はアフリカ系とチェロキー族の混血で父親はアイルランド系。
- ネドラ・タリー（Nedra Talley）（1946年1月27日 - ） - ベネット姉妹のいとこ

ネドラの母親はアフリカ系とチェロキー族の混血で父親はプエルトリコ系。

## 経歴
1958年、フランキー・ライモン&ザ・ティーンエイジャーズの楽曲「恋は曲者」のとりこになったロニーが、実姉と年下のいとこを誘って結成した。
最初はドリー・シスターズと名乗っていた、これはロニー達の祖母がいつまでもお人形さんのように可愛い姉妹（dolly sisters) でいて欲しいという、願いを込めてつけたものだった。しかし、ロニー達はすぐにロニー＆レラティヴス(Ronnie & the Relatives)とグループ名を変え、その後ロネッツとするに至った。これは、ロニーの母親がロニーの名前をもじって付けたものだった。
そして、3人でペパーミントラウンジというクラブに遊びに行ったところ、3人ともかなり派手に着飾っていたため、ステージのダンサーと間違われステージに上げられてしまったことがきっかけとなり、ダンサーグループとして活動を開始、その後コロンビアピクチャーズ傘下のコルピックス（Colpix）レコードにスカウトされ、1961年にレコードデビューをする。しかしながら、ヒットに恵まれなかった。
そこでロニーの姉のエステルが、ダメ元でフィル・スペクターのプロダクションに連絡したところ、スペクターは会う事を承諾。そこで行われたオーディションでロニーの声にスペクターが興味を持ち、ロネッツは彼の持つフィレス（Philles）レコードと契約を交わす事となる。
そして、1963年にフィレスレコードからの彼女達の最初のシングル「ビー・マイ・ベイビー」がリリースされ、同年の8月にビルボードチャートで最高2位、イギリスでも4位の大ヒットを記録するに至った。
この時代のバックバンドにはジミ・ヘンドリックスも演奏している。
その後も「ベイビー・アイ・ラブ・ユー」「恋の雨音」など数多くのシングルをリリースしヒットを記録していたものの、1960年代中期には活動休止し、1966年夏、ビートルズ最後のコンサートツアーの前座として北米を周ったのを最後に、解散した。後に復活したものの、あまり人気が出なかった。
1970年代には、エステルとネドラに代わりチップ・フィールズとダイアン・リントンを新しいロネッツのメンバーとして活動していたこともある、1974年にはダイアン・リントンに代わりデニス・エドワーズが加わり活動していた。
ロニーは、1968年にフィル・スペクターと結婚。1973年に離婚した後、ソロ活動を開始した。
2009年2月11日、ロニーが自身のHPで、姉エステルの死を伝えた。67歳没。
2022年1月12日、がんの闘病生活を送っていたロニーが亡くなったことを家族が公表した。78歳没。

## 受賞歴など
2004年、ヴォーカルグループの栄誉の殿堂（Vocal Group Hall of Fame）入りを果たす。
ダーレン・ラヴ（Darlene Love）と共に、長期に亘ってロックの殿堂入りの資格があったにも拘らずそれが遅れたのは、ロックの殿堂の理事会員であるフィル・スペクターから執拗な妨害を受けたためであるといわれている。妨害の理由とされているのは、ロニーとフィルが離婚したことや、未払いの著作権使用料を巡ってロネッツがフィルを訴えた（結局、ロネッツ側の敗訴に終わった）ことなどである。しかし2007年3月12日、フィルが殺人事件で起訴され100万ドルで保釈されている間にロネッツはロックの殿堂入りを果たし、ニューヨークのウォルドルフ＝アストリアでセレモニーに出席した。プレゼンターは、ロネッツの長年のファンと自任するキース・リチャーズ。ヴェロニカとネドラが、「ビー・マイ・ベイビー」「ベイビー・アイ・ラブ・ユー」「恋の雨音」を歌った。エステルは出席していたものの、1968年に芸能界を引退していたのと、すでに心身を病んでおり歌える状態ではなかった為にステージには上がらなかった。

## 余談
- 代表曲である「ビー・マイ・ベイビー」は、42回レコーディングをやり直した。
- 「ビー・マイ・ベイビー」に感銘を受けたビーチ・ボーイズのブライアン・ウィルソンは、そのシングル曲に続く「Don't Worry Baby」を作り上げ、ロネッツとフィル・スペクターに捧げた。
- ロネッツの名は、シフォンズ（The Chiffons）やクリスタルズ（The Crystals）と共に、ミュージカル『リトル・ショップ・オブ・ホラーズ』に登場する浮浪児の名前に採用された。
- ロニーは、エディ・マネーと、1986年のヒット曲「テイク・ミー・ホーム・トゥナイト（Take Me Home Tonight）」をデュエットした。
- アーティストの中にも国内外で個性的なロニーのヴォーカルのファンは多く、大瀧詠一などが有名である。特にビリー・ジョエルに至っては、ロニーのヴォーカルスタイルを真似て『さよならハリウッド』なる楽曲まで作った。後に、ロニー自身もソロ・アルバムでカヴァーしている。
- ロニー・スペクターを追悼するお悔やみが多数の有名ミュージシャンのオフィシャルサイトで公表された。全米ABCニュース[4]ほか